# Mantiqueirabjergene
Mantiqueirabjergene er et bjergområde i det sydøstlige Brasilien, med dele i delstaterne São Paulo, Minas Gerais and Rio de Janeiro. Mantiqueirabjergene stiger stejlt fra den nordvestlige banke af Paraíba do Sul River.
22°25′S 44°51′V / 22.42°S 44.85°V